# مارك ماكلوكين
مارك ماكلوكين (بالإنجليزية: Mark McLoughlin)‏ هو لاعب كرة القدم الكندية أمريكي، ولد في 26 أكتوبر 1965 في ليفربول في المملكة المتحدة.